# Cliffortia erectisepala
Cliffortia erectisepala är en rosväxtart som beskrevs av August Henning Weimarck. Cliffortia erectisepala ingår i släktet Cliffortia och familjen rosväxter. Inga underarter finns listade i Catalogue of Life.